# 麦角
麥角是穀類作物（如小麥）被真菌感染所形成的黑色子實體。它是由多种叫做麦角菌的真菌引起的。人或牲畜食用帶有麥角的穀物會造成幻覺、痙攣、精神错乱、四肢疼痛、如火焚身等症狀，中世紀曾在歐洲造成大規模不知名瘟疫，稱為「聖安東尼之火」（Saint Anthony's fire）。1938年瑞士化學家艾伯特·霍夫曼由麥角酸中合成出麥角二乙胺（LSD），找出了麥角造成幻覺的原因。

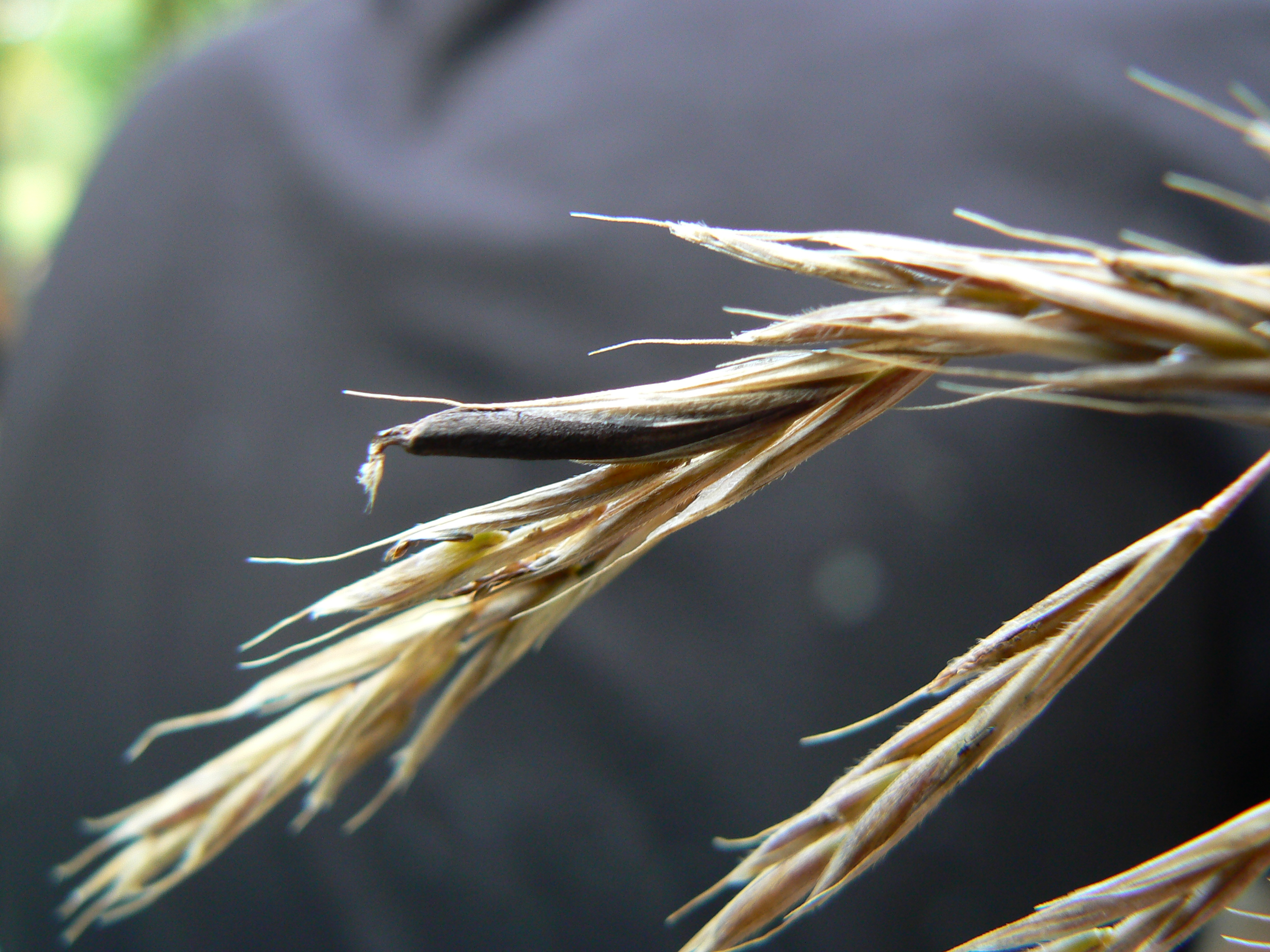
雀麥上的麥角
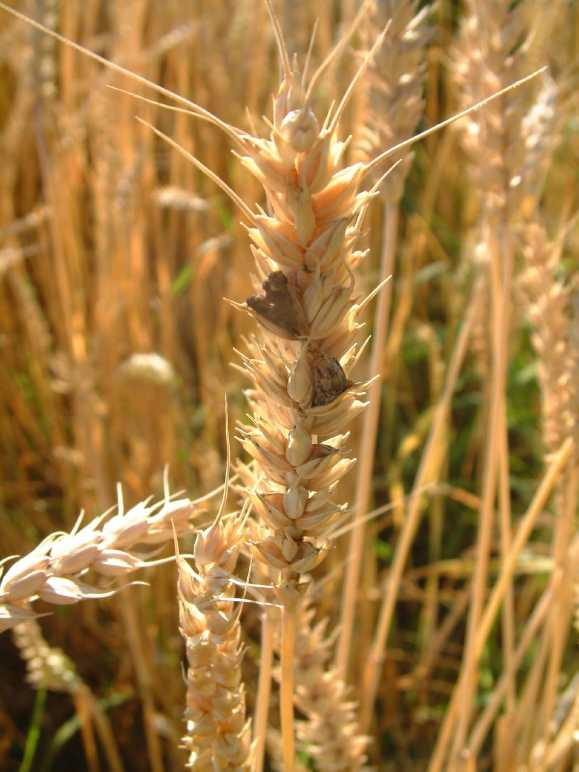
麥穗上的麥角
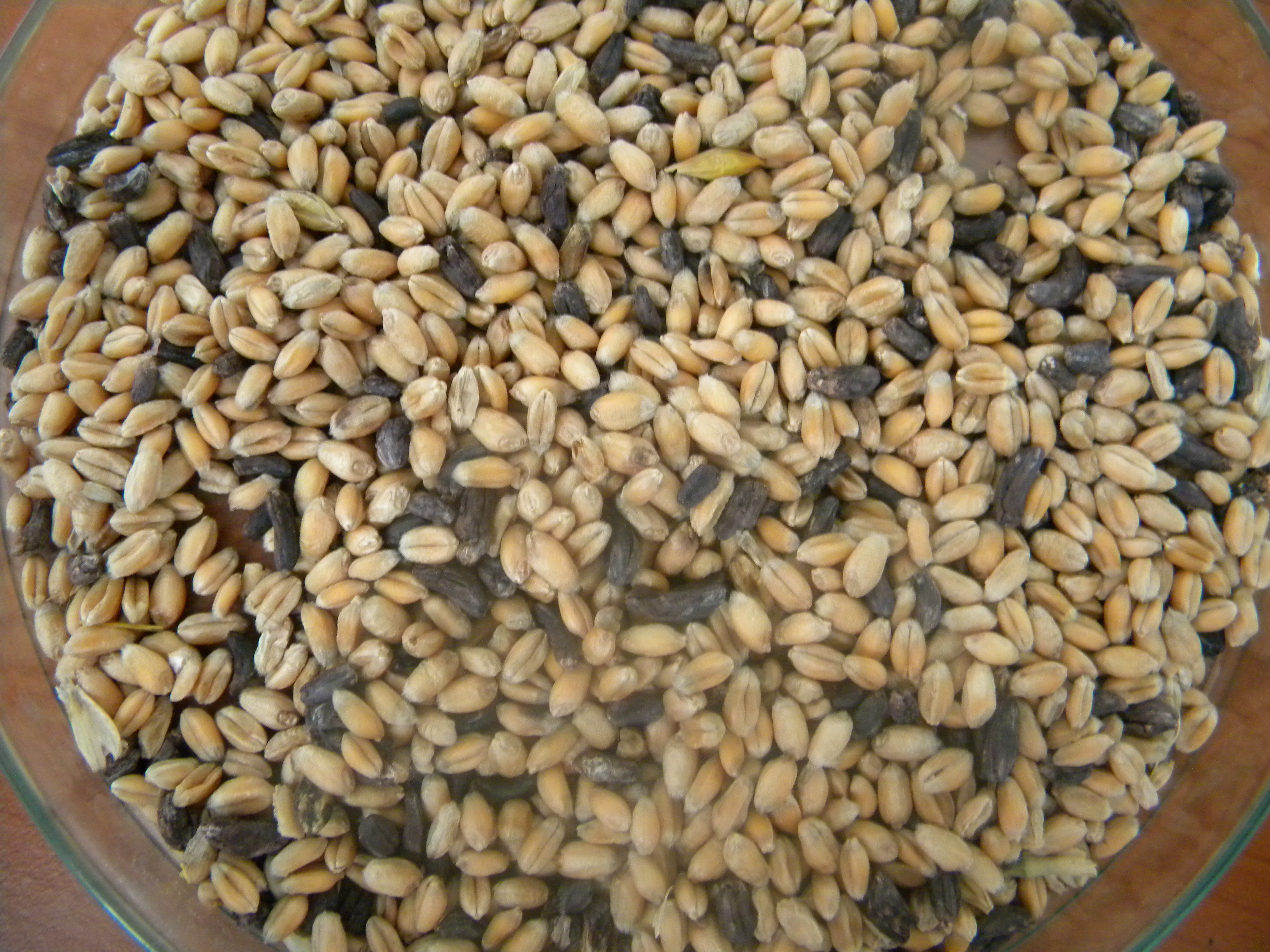
混在穀物中的麥角
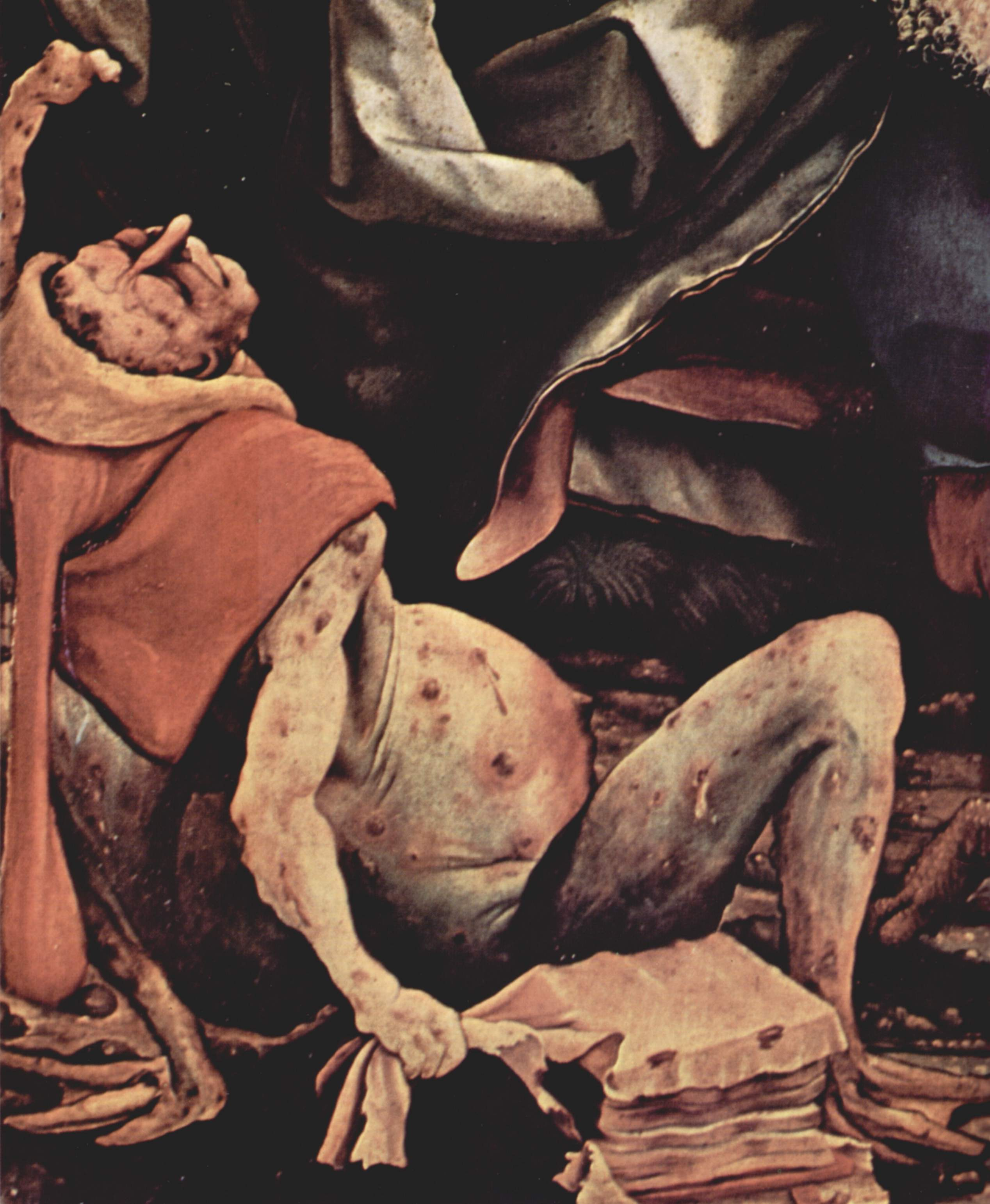
麥角中毒患者，《聖安東尼的誘惑》局部，格呂內瓦德繪，1515年

## 病徵
農作物被麥角菌感染後的第一個明顯症狀是出現“蜜露(honeydew)”，是一種粘性的黃色含糖溶液，是由受感染的黑麥穎片汁液和分生孢子組成，最終會被紫黑色菌核代替，成為麥角。菌核的大小取決於寄主植物。它通常是宿主種子的1至5倍。因此，在黑麥等大種子的穀物中發現了最大的麥角（1-5厘米，0.4-2英寸）。菌核由含有儲存細胞的白色菌絲體組織和深色的皮質外層組成，可保護真菌菌絲體免受干燥，紫外線和其他不利環境的影響。

## 病原生理學

### 有性世代
有性生殖由雌性產囊體(ascogonium)和雄性藏精器(antheridium)融合形成二倍體核，然後減數分裂返回單倍體狀態。有性生殖所產生的有性子實體稱為子囊殼(perithecium)，裡面含多個子囊(asci)，每個子囊殼都包含8個絲狀子囊孢子，其直徑最大為2 µm，長度為60-70 µm。子囊孢子從子囊和子囊殼噴出到空氣中（7-15厘米高），並通過氣流或昆蟲傳播。每個菌核產生多達一百萬個子囊孢子。只有落在宿主植物柱頭或子房上的那些子囊孢子才能引起感染。草花的柱頭很大，像羽毛一樣，可以捕獲風中花粉。這個相同的功能會捕獲空中的子囊孢子。子囊孢子是主要的（初始）接種物。

### 無性世代
發芽的子囊孢子產生長絲狀菌絲，纏據在寄主植物花的子房中。隨著菌絲越來越長越來越多，菌絲體在含糖的淡黃色黏稠的蜜露中由柵狀分生孢子梗（palisade conidiophores）產生的無性分生孢子（asexual conidia），形成二次接種原（secondary inoculum）。蜜露能將昆蟲吸引到風傳花的花朵上，受分生孢子污染的昆蟲可能會拜訪健康的花朵，並開始新的感染。飛濺的雨滴也有助於分生孢子的散佈。來自麥角感染野草的分生孢子可能是穀物和草籽生產區域的主要接種物(inoculum)。隨著時間的推移，菌絲會消耗整個子房，並且菌絲的線會變粗並交織在一起。同時，分生孢子和蜜露生產停止。不斷增長的菌絲之間的相互壓力會導致緻密的緻密組織塊（稱為假薄壁組織）的產生，最終形成堅硬，深色的菌核或麥角。

## 病害循環
病原菌以菌核(sclerotium)或麥角為殘存或越冬結構。在收穫時，一小部分菌核與穀物一起被收穫，另一部分則落在地面上。菌核處於休眠狀態，直到它們處於有利的天氣條件下。發芽前菌核的春化需要4至8週的0 – 10°C溫度。菌核在春季發芽，剛好在穀類和禾本科植物中開花之前發芽，並產生有柄的球形子座（stroma），子座邊原形成子囊殼，裡面有許多子囊，子囊孢子再度感染黑麥的子房。 

## 流行病學
由於Claviceps purpurea的菌核萌發需要低溫，因此在溫暖的氣候下，例如美國東南部，菌核常被其他真菌纏據，不能很好地存活。子座發芽和子囊孢子的產生需要降雨或高土壤濕度，在穀物和許多草中，受精後對感染的抵抗力增強。因此，當遇到延遲或干擾授粉的情況（例如涼爽，潮濕的天氣）會增加易感性。分生孢子是二次傳播的重要手段，從受感染到健康花朵的任何蜜露的轉移都可能導致感染，可通過將分生孢子轉移到健康花朵上的任何方式進行，包括雨濺，昆蟲和移動設備。

## 疾病管理
清潔種子：可以通過重力梯度的清潔設備或在鹽水中浮選（例如20％的鹽溶液）從穀物中去除大部分麥角。
使用乾淨種子：目前尚無針對麥角菌的有效種子處理方法，因此只能種植無麥角的種子。使用認證種子可以大大減少種植麥角感染種子的風險。
環境衛生：去除田間內外的野草、雜草，這些雜草可能是越冬菌核的麥角接種物的第一個來源，或者如果是在作物開花前產生的，則可以作為蜜露的來源。
輪作：由於麥角菌（菌核菌）通常不能存活超過一年，因此種植非寄主植物的輪作是一年生作物的可行管理策略。
深耕：如果菌核通過深耕掩埋在土壤中，則地層中的子囊子不能排放到空氣中。但儘管深耕可以掩埋麥角，現在許多穀物作物都採用“免耕”種植方式，將新作物直接播種到先前作物的秸稈中，以減少土壤侵蝕。當不進行深耕時，輪作更為重要。
收成技術：麥角通常在田間邊緣處更為嚴重，因為孢子是由風和活躍的昆蟲從路邊的草中運出的。收穫前，應先對田間進行篩選以確定感染嚴重的地區，並應分別收穫這些地區的植物。
田間焚燒：麥角是草種子生產中最重要的疾病之一，由於許多草是多年生草種，因此耕作和輪作不是管理選擇。自1940年代以來，美國西北部一直在進行收穫後田間焚燒，以管理麥角菌和其他疾病及害蟲，但由於對環境的關注，立法對焚燒進行了限制。

## 歷史意義
麥角（Ergot）詞源於拉丁詞articulum，源於古法語argot（cockspur，暗示了真菌的菌核形狀，因為法國人注意到菌核和公雞腿上的馬刺之間有些相似之處，在歐洲中世紀，麥角菌引起的疾病被稱為聖安東尼大火或聖火，在重大疫情中，據報告死亡率在10％至20％之間。在了解這種疾病之前，麥芽和黑麥穀物一起被磨碎，並在麵粉烘烤時被攝入。症狀還取決於所攝入麥角中存在的毒素（或生物鹼）的濃度和濃度，麥角毒症主要有兩種臨床毒性形式：壞疽和抽搐，常見症狀包括奇怪的精神異常、幻覺、皮膚灼熱或昆蟲在皮下爬行的感覺。一些受害者由於四肢血管收縮而導致壞疽。許多受害者失去了手腳。患有麥角病的患者在聖安東尼的醫院得到照顧，直到不再遭受長期痛苦為止。

## 下属物种
麦角菌属包括以下物种：
- 非洲麦角菌 Claviceps africana Freder., Mantle & De Milliano
- Claviceps amamiensis Tanda
- Claviceps annulata Langdon
- Claviceps arundinis Pažoutová & M.Kolařík
- Claviceps balansioides Möller
- Claviceps bothriochloae Tanda & Y.Muray.
- Claviceps capensis Van der Linde, K.Pešicová & M.Kolařík
- Claviceps caricina Griffiths
- Claviceps chloridicola Pažoutová
- Claviceps cinerea Griffiths
- Claviceps citrina Pažoutová, Fučík., Leyva-Mir & Flieger
- Claviceps clavispora Pažoutová & Odvody
- Claviceps cynodontis Langdon
- Claviceps cyperi Loveless
- Claviceps deliquescens (Speg.) Hauman
- Claviceps diadema (Möller) Diehl
- Claviceps digitariae Hansf.
- Claviceps eriochloae (Pažoutová & Odvody) M.Kolařík
- Claviceps fimbristylidis Van der Linde, K.Pešicová & M.Kolařík
- Claviceps flavella (Berk. & M.A.Curtis) Petch
- Claviceps fusiformis Loveless
- 大麦角菌 Claviceps gigantea S.F.Fuentes, Isla, Ullstrup & A.E.Rodr.
- Claviceps glabra Langdon
- Claviceps grohii J.W.Groves
- Claviceps hirtella Langdon
- Claviceps humidiphila Pažoutová & M.Kolařík
- Claviceps imperatae Tanda & Kawat.
- Claviceps inconspicua Langdon
- Claviceps junci J.Adams
- Claviceps langdonii Pažoutová & Odvody
- 滨海麦角 Claviceps litoralis Kawat.
- Claviceps loudetiae Pažoutová & Freder.
- Claviceps lovelessii (Pažoutová, M.Kolarík & Freder.) M.Kolařík
- Claviceps lutea Möller
- Claviceps macroura Van der Linde, K.Pešicová & M.Kolařík
- Claviceps maximensis T.Theis
- 小孢麦角菌 Claviceps microspora Tanda
- Claviceps miscanthi Sawada
- 山麥角菌 Claviceps monticola Van der Linde, K.Pešicová & M.Kolařík
- Claviceps nigricans Tul.
- Claviceps orthocladae (Henn.) Diehl
- Claviceps pallida (G.Winter) Henn.
- Claviceps panicoidearum Tanda & Y.Harada
- 雀稗麥角菌 Claviceps paspali F.Stevens & J.G.Hall
- Claviceps pazoutovae Van der Linde, K.Pešicová & M.Kolařík
- Claviceps platytricha Langdon
- 麦角菌 Claviceps purpurea (Fr.) Tul.
- Claviceps pusilla Ces., 1848
- 昆士兰麦角菌 Claviceps queenslandica Langdon
- Claviceps ranunculoides Möller
- Claviceps rhynchelytri Herd & Loveless
- Claviceps rolfsii F.Stevens & J.G.Hall
- Claviceps sesleriae Stäger
- Claviceps setariicola Pažoutová & Odvody
- Claviceps setariiphila Pažoutová
- Claviceps setulosa (Quél.) Sacc.
- Claviceps sorghi B.G.P.Kulk., Seshadri & Hegde
- Claviceps sorghicola Tsukib., Shiman. & T.Uematsu
- Claviceps spartinae (R.A.Duncan & J.F.White) Pažoutová & M.Kolařík
- Claviceps sulcata Langdon
- Claviceps syntherismae  Sawada
- Claviceps tenuispora Pažoutová, Odvody & Freder.
- Claviceps texensis (Pažoutová & Odvody) M.Kolařík
- Claviceps tripsaci F.Stevens & J.G.Hall
- Claviceps truncatispora Pažoutová & Freder.
- 绝色麦角菌 Claviceps viridis Padwick & Azmatullah
- 柳川麦角菌 Claviceps yanagawensis Togashi
- Claviceps zizaniae (Fyles) Pantidou ex Redhead, M.E.Corlett & M.N.L.Lefebvre

## 参見
- 麦角中毒
- 迷幻蘑菇

1. ↑  . GBIF.   [2022-05-04]. （原始内容存档于2022-05-04）.